# 峰山盆地
峰山盆地（みねやまぼんち）は、京都府北部の丹後半島にある盆地。京丹後市の一部が含まれる。

## 地形
南は磯砂山、西は久次山、東は金剛童子山・高尾山・小金山・鼓ヶ岳に囲まれていて、標高は約20-60メートルである。
北北西から南南東の方向に延びる構造線に沿う盆地であり、竹野川中流域にあたる。